# Antonín Vávra (rektor)
Antonín Vávra (6. února 1848, Proseč u Skutče – 1. listopadu 1928, Praha) byl český strojírenský inženýr, vysokoškolský pedagog, profesor mechanické technologie na Českém vysokém učení technickém v Praze. V roce 1893–1894 byl rektorem ČVUT.

## Život
Studoval ve Vysokém Mýtě, Kutné Hoře a na polytechnickém ústavu v Praze. Po absolvování techniky nastoupil do Fürstenberských hraběcích hutí a strojíren ve Staré Huti u Berouna (dnes Nižbor). Zabýval se metalurgií, především zkoušením kvality hutních materiálů, a dále strojírenstvím. Podílel se na stavbě řady mlýnů, pil, továren a vodních staveb v Čechách, Rakousku i Německu.
V roce 1883 byl jmenován profesorem mechanické technologie na Císařské a královské české vysoké škole technické v Praze. V roce 1893–1894 byl zvolen jejím rektorem. Zabýval se rovněž textilními stroji, pro které sestavil odbornou terminologii. Pro tento účel cestoval v době prázdnin za venkovskými tkalci a přadláky, aby poznal historické a lidové názvosloví v těchto oborech.
Dále byl jako znalec strojů členem úrazového soudu a vypracoval příručku Technická hygiena.
V letech 1883–1885 byl členem obecního zastupitelstva pražského.

## Spisy
Otiskl řadu odborných článků a statí v českém i německém hutnickém a strojírenském tisku. Z českých časopisů to jsou například: Zprávy spolku architektů a inženýrů, Věstník královského českého spolku nauk, Naše doba, Národohospodářský věstník a další.